# 🍆
🍆 is een teken uit de Unicode-karakterset dat een aubergine voorstelt, maar veel gebruikt wordt om de penis aan te duiden. Deze emoji is in 2010 geïntroduceerd met de Unicode 6.0-standaard.

## Symbool voor geslachtsdeel
Alhoewel deze emoji bedoeld was om de groente weer te geven, wordt hij in de praktijk veelal gebruikt als eufemistisch symbool voor de penis. Op Instagram en sommige andere socialemediaplatforms werd het karakter daarom ingeperkt of automatisch weggefilterd. Het karakter is in deze hoedanigheid dermate bekend geraakt dat er vibrators gemaakt worden die de vorm en de kleur van dit karakter hebben.

## Weergave
Niet alle elektronische apparaten ondersteunen emoji's en de gebruiker kan de ondersteuning uitschakelen. Er wordt dan een placeholder weergegeven, veelal een open vierkantje (□).
Vorm, plaatsing en kleur worden op een elektronisch apparaat bepaald door de versie van het besturingssysteem en het mediaplatform. Zo werd het karakter op Android voorheen weergegeven in egaal diep paars, maar bij latere versies in roze, waarbij een wit vlekje toegevoegd werd bij wijze van lichtreflectie op de schil. Het kapje en de steel veranderden van wit in groen. De vorm is hier compacter dan bijvoorbeeld op Twitter en de plaatsing is omgekeerd.

## Codering

### Unicode
In Unicode vindt men de 🍆 onder de code U+1F346 (hex).

### HTML
In HTML kan men in hex de volgende code gebruiken: &#x1F346;
In decimaalnotatie werkt de volgende code: &#127814;

### Shortcode
In software die shortcode ondersteunt kan het karakter worden opgeroepen met de code :eggplant:.

### Unicode-annotatie
In het Nederlands is aubergine de Unicode-annotatie voor toepassingen als een Nederlandstalig smartphone-toetsenbord. Hij is gelabeld als groente, evenals bijvoorbeeld 🍅 (tomaat), 🥔 (aardappel), 🥕 (wortel), 🥒 (komkommer) en 🥜 (pinda’s).